# LTE u Hrvatskoj
LTE je u Hrvatskoj pokrenut u ožujku 2012. godine kada je Hrvatski Telekom u rad pustio svoju LTE mrežu. Vipnet, kao drugi mobilni operater, to čini u travnju iste godine. Hrvatske LTE mreže bile su među prvima u svijetu, a prvotne radove izveo je Ericsson Nikola Tesla. Tele2 Hrvatska pokreće svoju LTE mrežu 1. veljače 2015. godine.

## Specifikacije
Mreže HT-a i Vipneta pokrenute su na frekvenciji od 1800MHz i omogućavale su teoretske brzine od 75 Mbps u downloadu i 25 Mbps u uploadu. Koristi se samo jedna frekvencija (kanal) za prijem i predaju (FDD Duplex)
| Naziv operatera  | Frekvencija | Širina frekvencije | Lansiranje Cat.3 (≤100Mbps) | Lansiranje Cat.4 (≤150Mbps) | Lansiranje Cat.6 (≤300Mbps)             | Info |
| ---------------- | ----------- | ------------------ | --------------------------- | --------------------------- | --------------------------------------- | ---- |
| Tele2            | 1800MHz     | 20MHz              | Veljača 2016                | Veljača 2016                |                                         |      |
| Hrvatski Telekom | 1800MHz     | 20MHz              | Ožujak 2012                 | Veljača 2015                | Studeni 2015                            |      |
| Hrvatski Telekom | 800MHz      | 15MHz              | /                           |                             | Studeni 2015                            |      |
| Vipnet           | 1800MHz     | 17.8MHz            | Travanj 2012                |                             | Rujan 2015/Studeni 2015                 |      |
| Vipnet           | 800MHz      | 15MHz              | /                           |                             | Studeni 2015 (Carrier agregation) 30MHz |      |